# 闊格 (紐約州)
闊格（英語：Quogue）是位於美國紐約州薩福克縣的村。

## 人口
根據2020年美國人口普查的數據，闊格的面積為12.79平方千米，當中陸地面積為10.79平方千米，而水域面積為1.99平方千米。當地共有人口1662人，而人口密度為每平方千米130人。